# أهل أحمد (الحد)

تعديل مصدري - تعديل

أهل احمد هي إحدى قرى عزلة الحد بمديرية الحد التابعة لمحافظة لحج، بلغ تعداد سكانها 316 نسمة حسب تعداد اليمن لعام 2004.